# CIPE
CIPE (Crypto IP Encapsulation; Криптографска IP енкапсулација) је пројекат за стварање криптованог IP рутера. Протокол за коришћење је колико је могуће лак. Осмишљен је за пропуштање криптованих пакета између претходно припремљених рутера у облику UDP пакета. CIPE није прилагодљив као што је IPSEC, али је довољно прилагодљив за изворну намену: безбедно спајање подмрежа преко пролаза кроз несигурне мреже.